# شاطئ وايت هافن
شاطئ وايت هافن (بالإنجليزية: Whitehaven Beach)‏ هو شاطئ يمتد لِمسافة 7 كم على طول جزيرة وايت سانداي في أستراليا، ويُمكن الوصول لهذه الجزيرة عن طريق القوارب والطائرات المائية وطائرات الهليكوبتر من شاطئ إيرلي وَمِن جزيرة هاميلتون.
يأتي السُياح والسُكان المحليون لِزيارة شاطئ وايت هافن من أجل تناول الطَعام وخاصةً طعام الغداء، وأيضاً من أجل السِباحة أو فقط الاستلقاء على الرمال البيضاء، وكذلك يأتي مُعسكرون إلى الشاطئ عن طريق حجز مرافق مخيمات الحدائق الوطنية.
منذُ نوفمبر عام 2009 تُقام مٌسابقة «ويتهفن بيتش أوشن سويم» للسباحة لمسافة 2 كم من الشاطئ، وفي عام 2012 عُقدت هذه المُسابقة في 11 نوفمبر.

## التاريخ
تمت تَسمية واكتشاف هذا الشاطئ في عام 1879 بواسطة قبل قائد فريق الاستكشاف إب بدويل.

## الجغرافيا

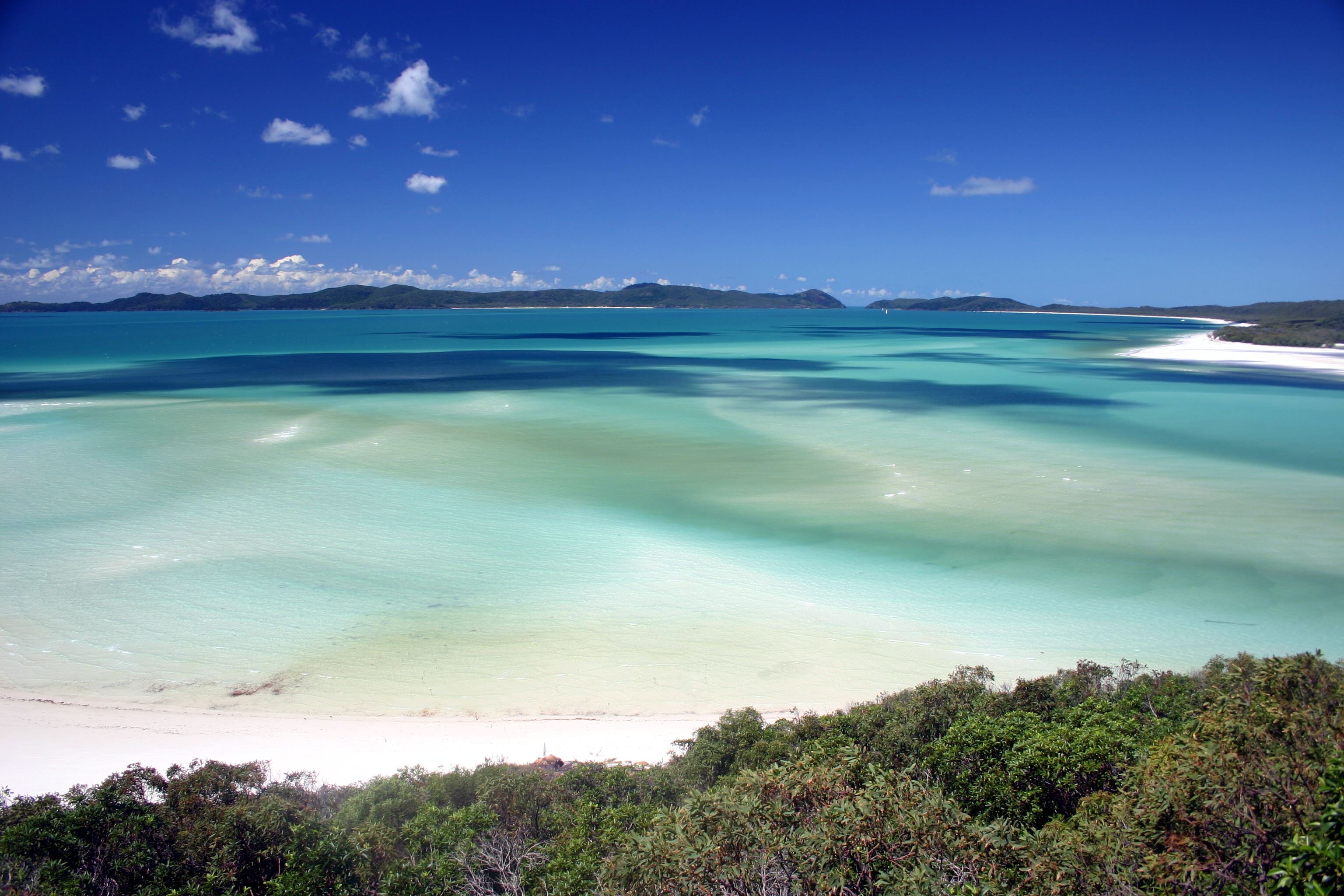
مشهد جنوبي للجزيرة

حصلَ شاطئ وايت هافن على جائزة أنظف شاطئ في كوينزلاند وذلك ضمن جوائز تحدي أنظف شاطئ لإبقاء أستراليا جميلة في عام 2008، وفي يوليو 2010 سُميَّ شاطئ وايت هافن ضمن قائمة أعلى الشواطئ صديقة للبيئة في العالم من قبل السي إن إن. لا يُسمح للكلاب بدخول الشاطئ ويُحظر تدخين السجائر فيه.
يَشتهر شاطئ وايت هافن برماله البيضاء، حيثُ تُظهره الرمال بمظهر جَميل، كما أنَّ الرمل يتكون من 98% من السيليكا النَقية والتي تعطيه هذا اللون، كما أنَّ الصخور المَحلية لا تحتوي على سيليكا وبالتالي فإنهُ من الممكن أنَّ هذه الرِمال ليست أصلية في المكان بَل جاءت إلى الشاطئ عن طريق التيارات البحرية السائِدة على مدى ملايين السنين.
وعلى عكس الرِمال العادية، فإنَّ رمال شاطئ وايت هافن لا تحتفظ بالحرارة مما يجعلها مُريحة للمشي من غير حذاء في أحد الأيام الحارة، وبالإضافة لذلك فإنَّ هذه الرمال صغيرة ورقيقة جداً وبالتالي من الممكن أن تُسبب ضرر في المعدات الإلكترونية مِثل الهواتف والكاميرات، وأيضاً تُعتبر هذه الرمال جيدة لتلميع المُجوهرات.